# Kasten bei Böheimkirchen
Kasten bei Böheimkirchen è un comune austriaco di 1 385 abitanti nel distretto di Sankt Pölten-Land, in Bassa Austria. Il 1º gennaio 1972 ha inglobato il comune soppresso di Stössing, tornato autonomo nel 1988.